# Auriscalpium vulgare
Auriscalpium vulgare Gray, A Natural Arrangement of British Plants (London) 1: 650 (1821).

## Descrizione della specie
Cappello 
1–4 cm di diametro, arrotondato, semicircolare o reniforme, leggermente convesso, situato all'intersezione del gambo.
Cuticolaruvida, feltrata, di colore giallo-bruno rossiccio.
Marginepiù o meno regolare, ondulato, talora inciso.
 Aculei 
Piuttosto radi, adnati o liberi, conici, lunghi 2–3 mm, prima bruno-violacei poi grigio-bruni.
 Gambo 
3-10 x 0,1-0,3 cm, subcilindrico, sottile, laterale, tomentoso, con peli grigiastri su fondo bruno-scuro, più largo verso la base, con la base allungata in un cordone miceliare con filamenti bruni.
 Carne 
Biancastra, coriacea, sugherosa, esigua.
- Odore: insignificante.
- Sapore: lievemente acre, sgradevole.

 Microscopia 
Spore4,6-5,8 x 3,8-4,6 µm, subglobose o ellissoidali, con apicolo evidente, minutamente verrucose, ialine, bianche in massa.
Basidi13,6-18 x 4-5,6 µm, bi- e tetrasporici, con giunti a fibbia alla base.
Gleocistidi21-33,6 x 4-4,8 µm, fusiformi, più o meno ondulati, più lunghi dei basidi, a parete sottile con contenuto granuloso.

## Habitat
Fungo saprofita, cresce su strobili deteriorati di Pino, solo o gregario (più di 4 o 5 funghi per strobilo), in estate-autunno anche inoltrato, non comune anche se largamente diffuso.

## Commestibilità
Non commestibile.

## Etimologia
- Genere: dal latino auris = orecchio e scalpo = gratto, stuzzico, cioè "stuzzica-orecchio", per la forma del carpoforo.
- Specie: dal latino vulgaris = comune.

## Sinonimi e binomi obsoleti
- Auriscalpium auriscalpium (L.) Banker, Mem. Torrey bot. Club 12: 178 (1906)
- Auriscalpium auriscalpium (L.) Kuntze, Revis. gen. pl. (Leipzig) 3: 446 (1898)
- Auriscalpium fechtneri (Velen.) Nikol., Nov. sist. Niz. Rast.: 171 (1964)
- Hydnum atrotomentosum Schwalb, Buch der Pilze: 171 (1891)
- Hydnum auriscalpium L., Species Plantarum: 1178 (1753)
- Hydnum fechtneri Velen., Ceské Houby 4-5: 746 (1922)
- Leptodon auriscalpium (L.) Quél., Enchiridion Fungorum in Europa Media et Præsertim in Gallia Vigentium (Paris): 192 (1886)
- Pleurodon auriscalpium (L.) P. Karst., Revue mycol., Toulouse 3(9): 20 (1881)
- Pleurodon fechtneri (Velen.) Cejp, Fauna Flora Cechoslov., II, Hydnaceae: 86 (1928)
- Scutiger auriscalpium (L.) Paulet, Traité Champ., Atlas (1812)